# Base Aérea de Santa Maria
A ALA 4, antiga Base Aérea de Santa Maria(ICAO: SBSM), é uma base da Força Aérea Brasileira  que está localizada no município de Santa Maria, Rio Grande do Sul.  A base opera junto ao Aeroporto de Santa Maria (Rio Grande do Sul) e ambos estão situados na RSC-287, no bairro Camobi, no distrito da Sede.

## História
Em 1944, Getúlio Vargas desapropriou, em caráter de urgência, terrenos compreendendo uma área de 4.500.000 m2 no município de Santa Maria, com o intuito de construção de um aeródromo . Em abril de 1945, a construção do aeródromo se deu como concluída, com a ajuda do Departamento de Exército dos Estados Unidos da América. A Base Aérea de Santa Maria (BASM) foi criada no dia 18 de dezembro de 1970, pelo Decreto Presidencial número 67.877, como um Núcleo de Base Aérea. Em 15 de outubro de 1971, foi inaugurada, sendo este considerado o ano de sua fundação.
Em 15 de dezembro de 2016, a Base Aérea de Santa Maria é desativada e passa a ser conhecida com ALA 4, conforme a portaria Nº 1617/GC3.